# Personer i Sverige födda i Spanien
Till personer i Sverige födda i Spanien räknas personer som är folkbokförda i Sverige och som har sitt ursprung i Spanien. Enligt Statistiska centralbyrån fanns det 2020 i Sverige sammanlagt 12 930 personer födda i Spanien.

## Historik
Enstaka spanska flyktingar sökte sig till Sverige under Spanska inbördeskriget.

## Historisk utveckling

### Födda i Spanien
| Personer i Sverige födda i Spanien 1900–2024 | Personer i Sverige födda i Spanien 1900–2024 | Personer i Sverige födda i Spanien 1900–2024 | Personer i Sverige födda i Spanien 1900–2024 | Personer i Sverige födda i Spanien 1900–2024 |
| --- | -------------------------------------------- | -------------------------------------------- | -------------------------------------------- | -------------------------------------------- |
| |                                              |                                              |                                              |                                              |
| År |                                              |                                              | Folkmängd                                    |                                              |
| 1900 | 1900                                         |                                              | 30                                           |                                              |
| 1930 | 1930                                         |                                              | 64                                           |                                              |
| 1950 | 1950                                         |                                              | 197                                          |                                              |
| 1960 | 1960                                         |                                              | 867                                          |                                              |
| 1970 | 1970                                         |                                              | 3 781                                        |                                              |
| 1980 | 1980                                         |                                              | 4 363                                        |                                              |
| 1990 | 1990                                         |                                              | 4 917                                        |                                              |
| 2000 | 2000                                         |                                              | 5 079                                        |                                              |
| 2001 | 2001                                         |                                              | 5 243                                        |                                              |
| 2002 | 2002                                         |                                              | 5 386                                        |                                              |
| 2003 | 2003                                         |                                              | 5 470                                        |                                              |
| 2004 | 2004                                         |                                              | 5 525                                        |                                              |
| 2005 | 2005                                         |                                              | 5 606                                        |                                              |
| 2006 | 2006                                         |                                              | 5 739                                        |                                              |
| 2007 | 2007                                         |                                              | 5 872                                        |                                              |
| 2008 | 2008                                         |                                              | 6 163                                        |                                              |
| 2009 | 2009                                         |                                              | 6 539                                        |                                              |
| 2010 | 2010                                         |                                              | 6 763                                        |                                              |
| 2011 | 2011                                         |                                              | 7 124                                        |                                              |
| 2012 | 2012                                         |                                              | 7 708                                        |                                              |
| 2013 | 2013                                         |                                              | 8 612                                        |                                              |
| 2014 | 2014                                         |                                              | 9 495                                        |                                              |
| 2015 | 2015                                         |                                              | 10 199                                       |                                              |
| 2016 | 2016                                         |                                              | 10 902                                       |                                              |
| 2017 | 2017                                         |                                              | 11 632                                       |                                              |
| 2018 | 2018                                         |                                              | 12 268                                       |                                              |
| 2019 | 2019                                         |                                              | 12 688                                       |                                              |
| 2020 | 2020                                         |                                              | 12 930                                       |                                              |
| 2021 | 2021                                         |                                              | 13 409                                       |                                              |
| 2022 | 2022                                         |                                              | 14 060                                       |                                              |
| 2023 | 2023                                         |                                              | 14 534                                       |                                              |
| 2024 | 2024                                         |                                              | 14 681                                       |                                              |
| Anm.: Befolkning den 31 december respektive år förutom åren 1960 och 1970 som avser förhållandet den 1 november och år 1980 som avser förhållandet den 15 september. |                                              |                                              |                                              |                                              |